# Paraectatops
Paraectatops is een geslacht van wantsen uit de familie van de Pyrrhocoridae (Vuurwantsen). Het geslacht werd voor het eerst wetenschappelijk beschreven door Stehlík in 1965.

## Soorten
Het genus bevat de volgende soort:

- Paraectatops costalis (Walker, 1873)